# المغاوير: ما بعد نداء الواجب
المغاوير: ما بعد نداء الواجب (بالإنجليزية: Commandos: Beyond the Call of Duty)‏، هي نسخة تكميلية لإصدار المغاوير: خلف خطوط العدو. صدرت في 31 مارس 1999. وتتيح اللعب الجماعي أو الفردي.
تمّ تطويرها من قبل استوديوهات بايرو ونشرتها إيدوس التفاعلية. في اللعبة ميزات ومهارات ومعدات جديدة، مثل القدرة على رمي الحجارة وضرب جنود العدو. أيضا حلفاء أثنين جدد موجودة مع اللعبة، وهو قائد عسكري يوغسلافي وعضوة في المقاومة الهولندية. واللعبة تتكون من ثمانية مهمات.

## مواقع خارجية
- موقع المغاوير: ما بعد نداء الواجب.